# Ribeira de Quarteira
Ribeira de Quarteira este o arie protejată (sit de importanță comunitară — SCI) din Portugalia întinsă pe o suprafață de 579,19 ha, integral pe uscat.

## Localizare
Centrul sitului Ribeira de Quarteira este situat la coordonatele 37°08′52″N 8°11′36″W / 37.1477°N 8.1932°V.

## Înființare
Situl Ribeira de Quarteira a fost declarat sit de importanță comunitară în iunie 1997 pentru a proteja 1 specie de plante și 11 specii de animale.

## Biodiversitate
Situată în ecoregiunea mediteraneană, aria protejată conține 11 habitate naturale: Ape puternic oligomezotrofe cu vegetație bentonică cu Chara spp., Iazuri temporare mediteraneene, Râuri mediteraneene cu debit permanent cu specii de Paspalo-Agrostidion și galerii riverane de Salix și de Populus alba, Râuri mediteraneene cu debit intermitent, cu specii de Paspalo-Agrostidion, Pajiști uscate europene, Tufărișuri termo-mediteraneene și de pre-deșert, Pseudostepă cu ierburi și specii anuale de Thero-Brachypodietea, Liziere de ierburi înalte hidrofile de câmpie și de nivel montan până la alpin, Păduri termofile cu Fraxinus angustifolia, Galerii și tufărișuri riverane sudice (Nerio-Tamaricetea și Securinegion tinctoriae), Păduri de Quercus ilex și Quercus rotundifolia.
La baza desemnării sitului se află mai multe specii protejate:
- plante (1): Thymus lotocephalus
- păsări (5): măcăleandru roșcat (Cercotrichas galactotes), Galerida theklae, Hippolais polyglotta, ciocârlie de pădure (Lullula arborea), sturz-cântător (Turdus philomelos)
- mamifere (1): vidră de râu (Lutra lutra)
- nevertebrate (1): fluturele auriu (Euphydryas aurinia)
- pești (3): Cobitis paludica, Rutilus alburnoides, Rutilus lemmingii
- reptile (1): Mauremys leprosa

Pe lângă speciile protejate, pe teritoriul sitului au mai fost identificate 23 de specii de plante, 1 specie de mamifere, 1 specie de pești.